# Fonction totient de Jordan
En théorie des nombres, la k-ième fonction totient de Jordan Jk — nommée d'après le mathématicien Camille Jordan — est la fonction arithmétique qui à tout entier n > 0 associe le nombre de k-uplets d'entiers compris entre 1 et n qui, joints à n, forment un (k + 1)-uplet de nombres premiers entre eux. C'est une généralisation de la fonction φ d'Euler, qui est J1.

## Calcul
La fonction Jk est multiplicative et vaut
où le produit est indexé par tous les diviseurs premiers p de n.
On peut définir plus généralement Jk pour tout réel k non nul et même pour « presque » tout complexe k, par la même formule.

## Propriétés
La formule 
 se réécrit en termes de la convolution de Dirichlet, de la fonction constante 1(n) = 1 et de la fonction puissance Idk(n) = nk
 ou encore, par inversion de Möbius 
 ce qui justifie le qualificatif de « totient » pour Jk.
Une fonction est dite totient si elle est, pour la convolution de Dirichlet, le produit d'une fonction complètement multiplicative et de l'inverse d'une fonction complètement multiplicative — or Idk et l'inverse 1 de μ sont complètement multiplicatives.
Cela permet par ailleurs d'étendre la définition de Jk à tout nombre complexe k : par exemple J0 = δ1[réf. souhaitée].

## Fonction totient et séries de Dirichlet
Comme la série de Dirichlet génératrice de la fonction de Möbius μ est 1/ζ(s) et celle de Idk est ζ(s – k), on en déduit celle de Jk :
Un ordre moyen de Jk(n) est {\displaystyle {\frac {n^{k}}{\zeta (k+1)}}.}

La fonction psi de Dedekind (en) est
Ses généralisations, les fonctions multiplicatives Jk/J1 et J2k/Jk, sont encore à valeurs dans ℕ* car elles coïncident, sur les puissances de nombres premiers, avec des produits de polynômes cyclotomiques.

Formule de Gegenbauer :

## Ordres de groupes de matrices
L'ordre du groupe linéaire GL(m, ℤ/nℤ) est
Celui du groupe spécial linéaire SL(m, ℤ/nℤ) est
Celui du groupe symplectique Sp(2m, ℤ/nℤ) est
Les deux premières formules ont été découvertes par Jordan.

## Exemples
L'OEIS donne des listes explicites pour
J2 ( A007434),
J3 ( A059376),
J4 ( A059377),
J5 ( A059378) et
J6 à J10 ( A069091 à  A069095).
Des quotients par J1 sont
J2/J1 ( A001615),
J3/J1 ( A160889),
J4/J1 ( A160891),
J5/J1 ( A160893),
J6/J1 ( A160895),
J7/J1 ( A160897),
J8/J1 ( A160908),
J9/J1 ( A160953),
J10/J1 ( A160957) et
J11/J1 ( A160960).
Des exemples de quotients J2k/Jk sont
J4/J2 ( A065958),
J6/J3 ( A065959) et
J8/J4 ( A065960).